# セーリング

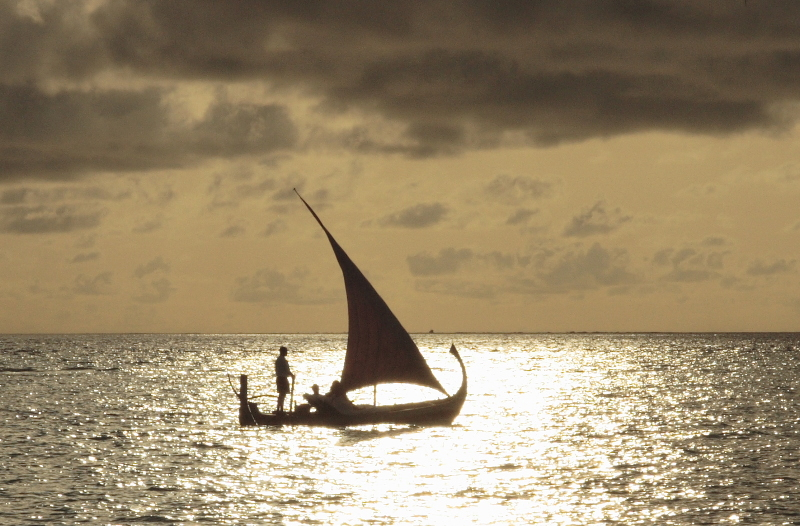
三角帆のドーニーでセーリングする人（モルディブ、2008年）。イスラーム世界では伝統的に、このような、ひとつの大きな三角帆の船でセイリングを行う。

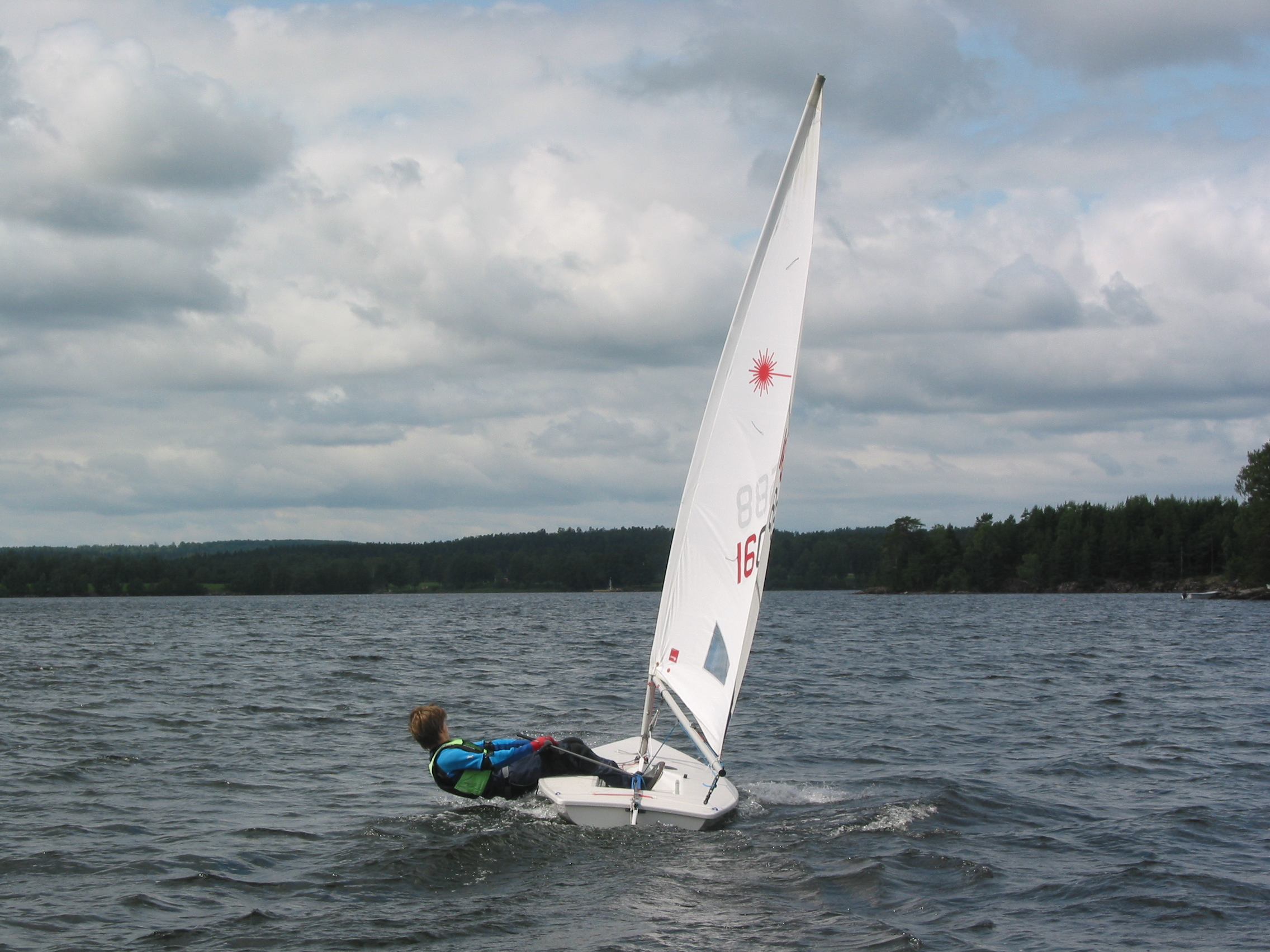
en:Laser Radial ディンギーでセイリングする人（2005年）

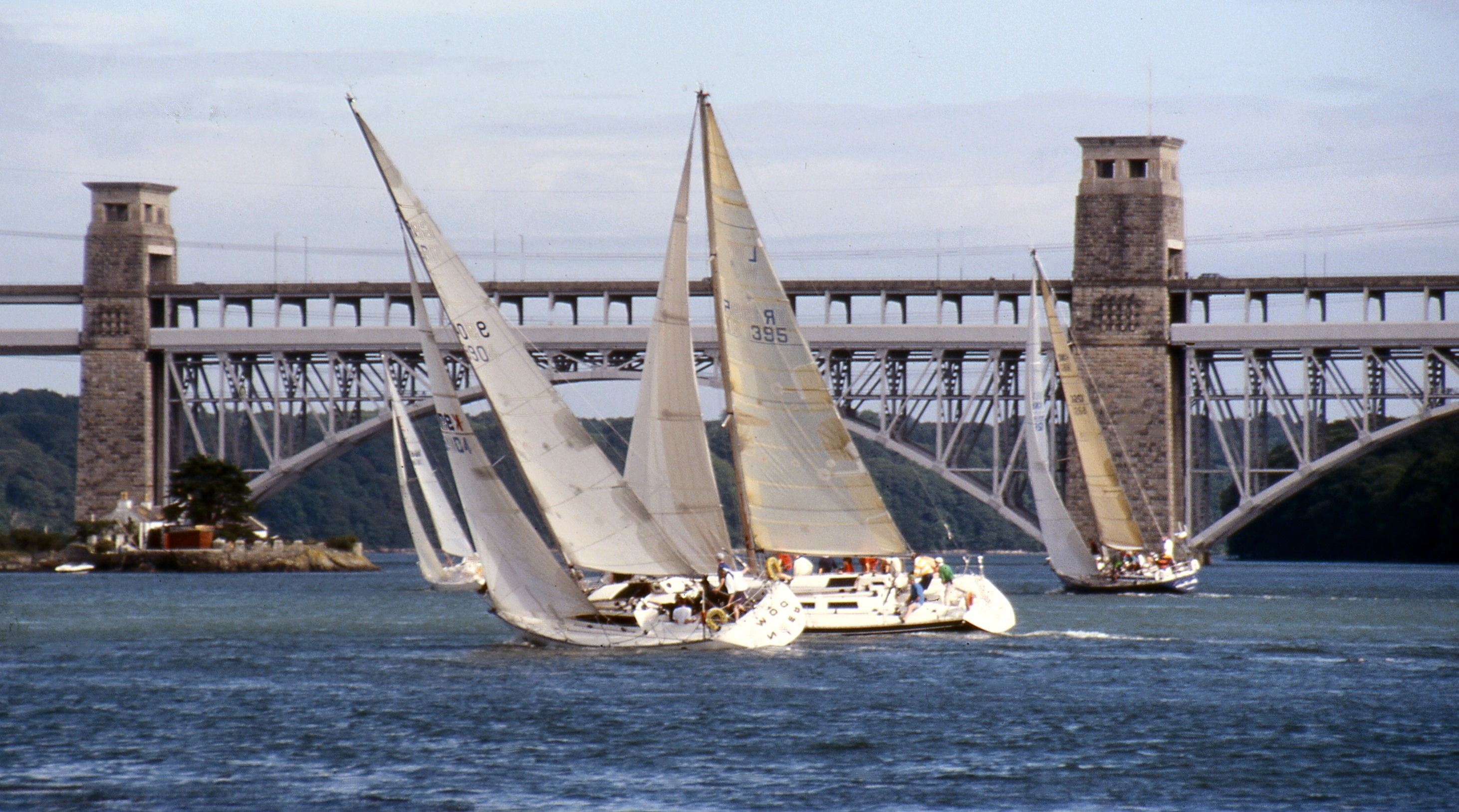
ヨーロッパ式のセイルプラン（セイル構成）のセーリングクルーザーでセーリングする人々。この写真はタッキング中（風上まわりでの方向転換中）。

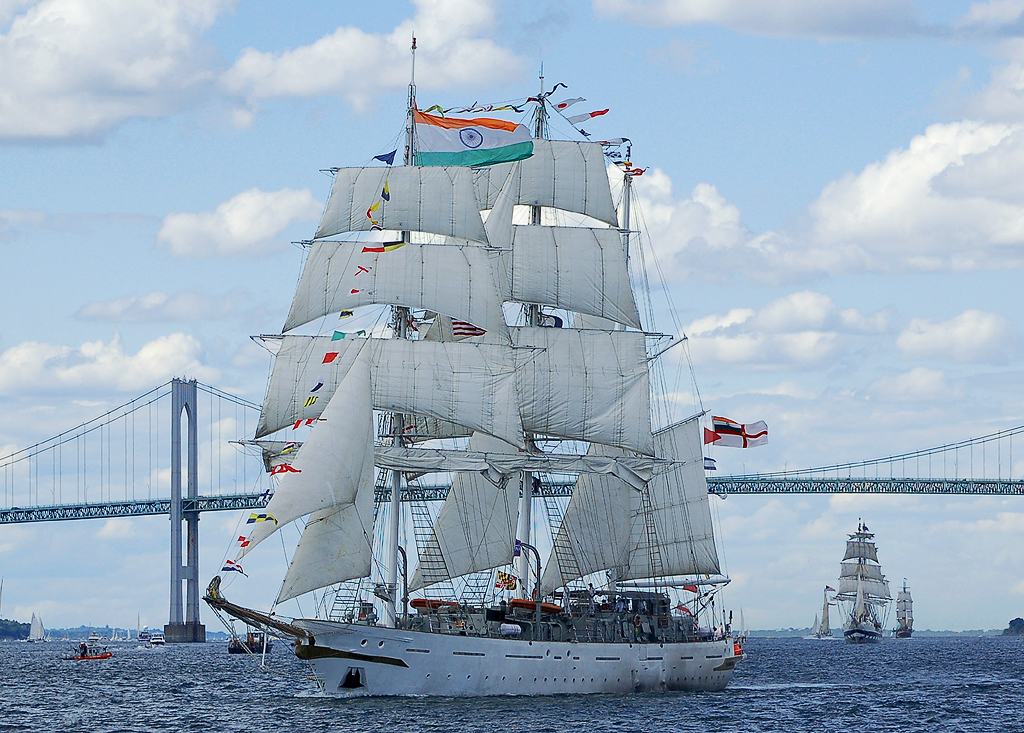
3本マストの帆船でのセーリングの例(インドの帆船。北米のナラガンセット湾にて)

セーリング（英: sailing）/セイリングあるいは帆走（はんそう）とは、帆（セイル）を利用して進むこと。主に水上の乗り物に関して使われており、セイルの操作術、帆船の操船術、帆船による航海や航海術も指す。陸上の乗り物に関しても、セイルを使い進むことやその技術などはセーリングと言う。
帆（sail）を用いる乗り物は全て、セーリングを行っている。

## セーリングの歴史
セーリングには数千年以上の歴史がある。（別記事の帆#歴史も参照） 

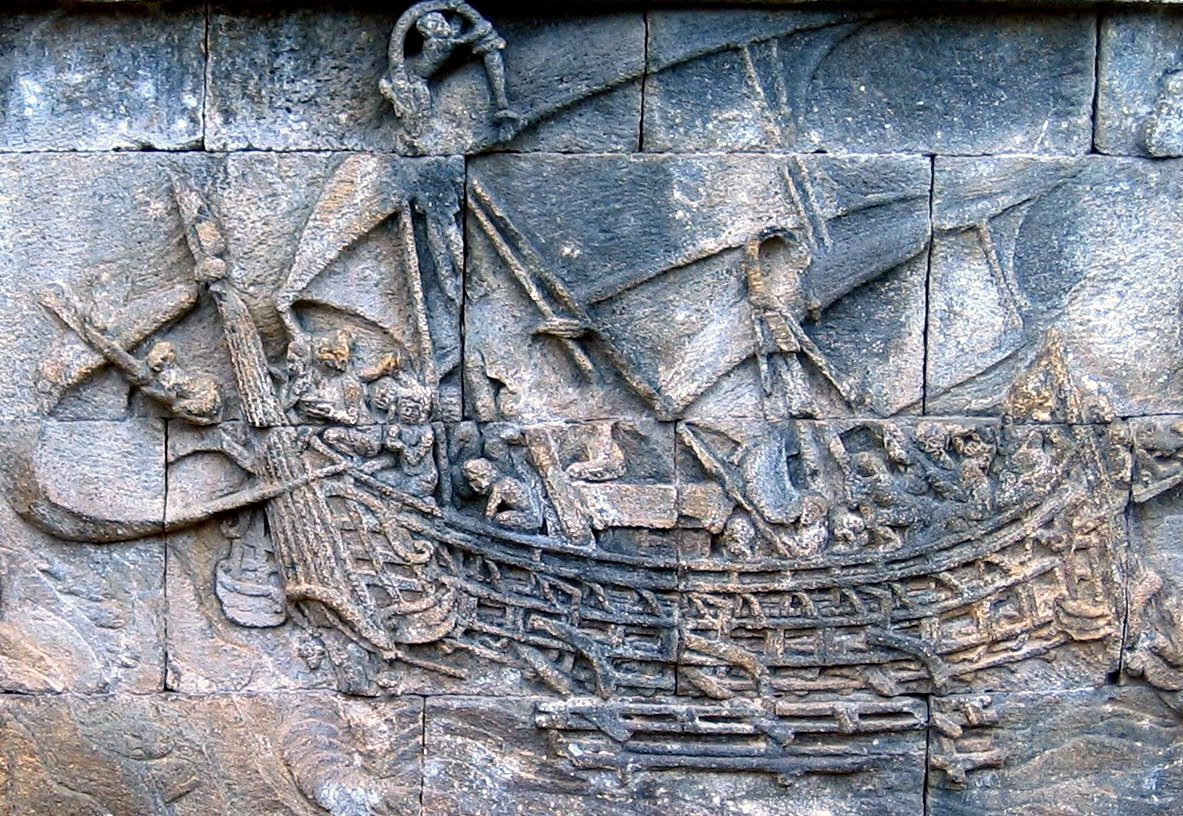
ボロブドゥール遺跡のレリーフ（8世紀）
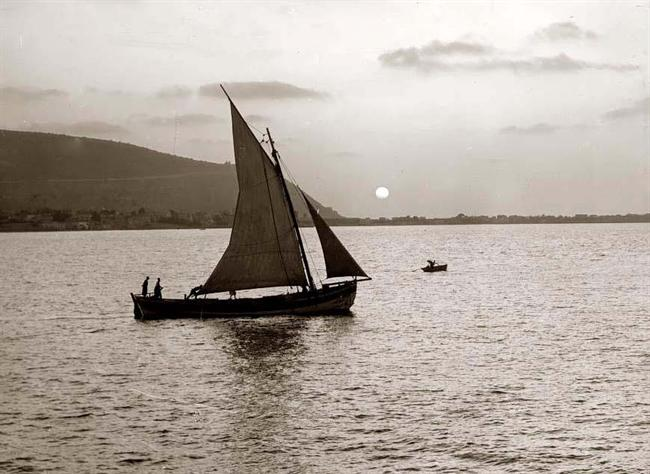
ガリラヤ湖をセーリングする人（1898年）

## セーリングの基本
セーリングは奥深い技術である。書籍でじっくりと解説する場合は数冊程度以上の内容、ページ数にして数百ページ程度以上の内容になる。
だが、その基本中の基本ならば、数ページ程度で一応解説できるので、この記事では基本中の基本を解説する。
ほとんどのセーリングの教科書では、まず第一歩として、（西欧風で、現代風の）セーリング・ボート（たとえばディンギーやセーリング・クルーザー）の図解と各部分の名称の解説（まずこれを提示し、各部位の名前を読者に覚えてもらわないと、全然説明の言葉が通じなくなってしまうため、大抵最初に提示される）、そして次に風の向きとセイルの間の角度と推力の関係を説明している。よって、この記事でもそれを採用する。
そしてもし可能であれば、その後に（大きな）帆船でのセーリングの技術の体系についても解説する。
以下、まずは比較的簡単な（西欧の）小型～中型のセーリングボートでのセーリングについて解説してゆく。

### セーリング・ボートの各部位の名称
- 1 : メインセイル mainsail

セーリンググルーザーの各部分の名称

- 2 : ステイセイル staysail（ジブセイル）
- 3 : スピネーカー Spinnaker
- 4 : ハル hull（船体）
- 5 : キール keel（竜骨）
- 6 : ラダー rudder（舵）
- 7 : スケグ skeg
- 8 : スパー spar
- 9 : スプレッダー Spreader
- 10 : シュラウド Shroud
- 11 : シート sheet
- 12 : ブーム boom
- 13 : スパー spar
- 14 : スピネーカー・ポール Spinnaker pole
- 15 : バックステイ（バックステー） Backstay
- 16 : フォアステイ（フォアステー） Forestay
- 17 : ブーム・ヴァン boom vang

セール各部名称
ピーク又はヘッド（peak,head）上端部、ラフ（luff）前縁部、リーチ（leach）後縁部、タック（tack）下隅部、クルー（clew）後隅部、ローチ（roach）リーチの辺より円弧状にはみ出た部分、フット（foot）下辺部、バテン・ポケット（batten poket）、テルテール (tell-tale) 風見

### セーリングの理論
セーリングの入門書では、まず「風の向き」の概念や、「風と船体とセイルの向きの関係」についての説明から初めている本が多い。第一歩の知識なので、この記事でもそこから解説する。→#風と船体とセイルの向きと推力などの関係
入門書では、その次の段階として「CEとCLR」についても解説されていることが多いので、この記事でも2番目に解説する。→#CEとCLR
なお、セイルが風によって生み出す力について物理学的な知識も得ること、たとえばセイル面を流れる「空気の流れ（air flow）」「揚力（lift）」「空気の剥離（stall 失速）」、「渦（vortex）」の発生、といったことを理知的に理解することは、中級以上のセイリングでは大いに役に立つ。（ただし、古代～中世のセイラーたち（船乗りたち）はそういった理論を理解していなかったが上手くセイリングをしたし、現代でも入門者はそこまで完全に理解する必要はなく、とりあえず実際のセイリングを始めることができる
。）

### 「真の風」と「見かけの風」
「真の風（true wind）」とは、風の海面（や地表）に対する風向や風速のことであり、これは「海面の風紋（wind ripple）」を見れば分かる。「見かけの風（apparent wind）」とは、船に乗っている者から観測される、移動している最中の船の船体に対する風の風向や風速のことであり、いわば相対速度であり、これはマストの頂点や下部にとりつけられている「風見(wind vane)」を見て判断することができる。

### 風と船体とセイルの向きと推力などの関係

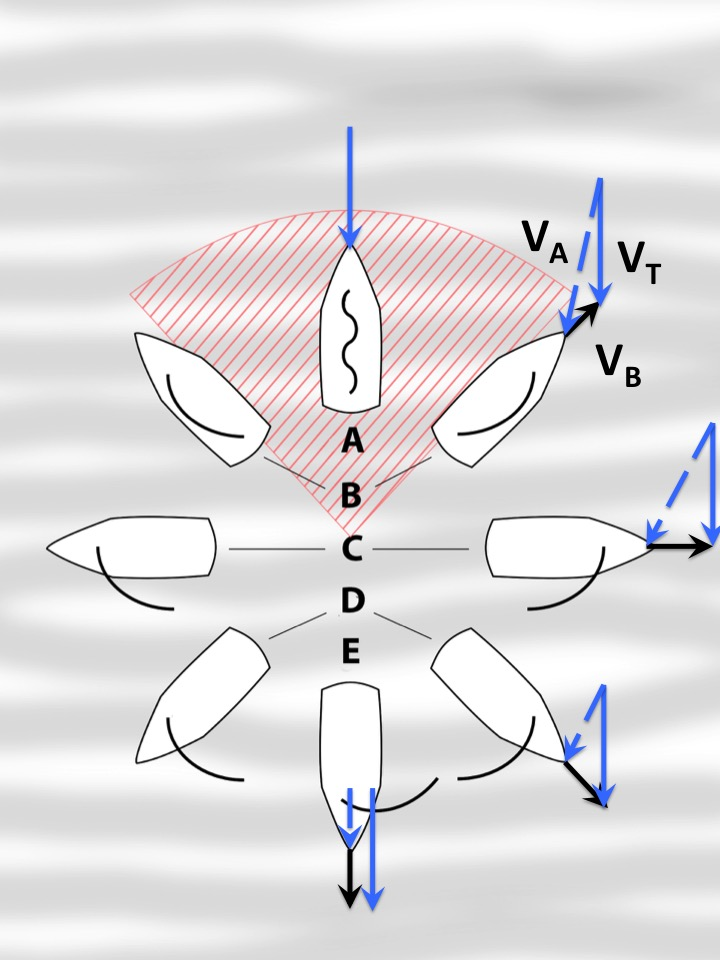
風とセイルの向きの関係につけられた名称、推力の有無。青色の矢印が風の向き

- A ラフィング。推力無し。風に対して0-30°程度。セイルはシバーshiver する（バタつく）。
- B クローズホールド。風に対して30～50°。推力有り。
- C ビームリーチ 、風に対して90°。推力有り。
- D ブロードリーチ、90°以上 135°程度まで。推力有り。
- E ランニング 135°程度～180°。推力有り。

上記の角度は、「真の風」に対する角度である。船に乗っている者には、「見かけの風」が感じられその角度は真の風の角度とは異なる。

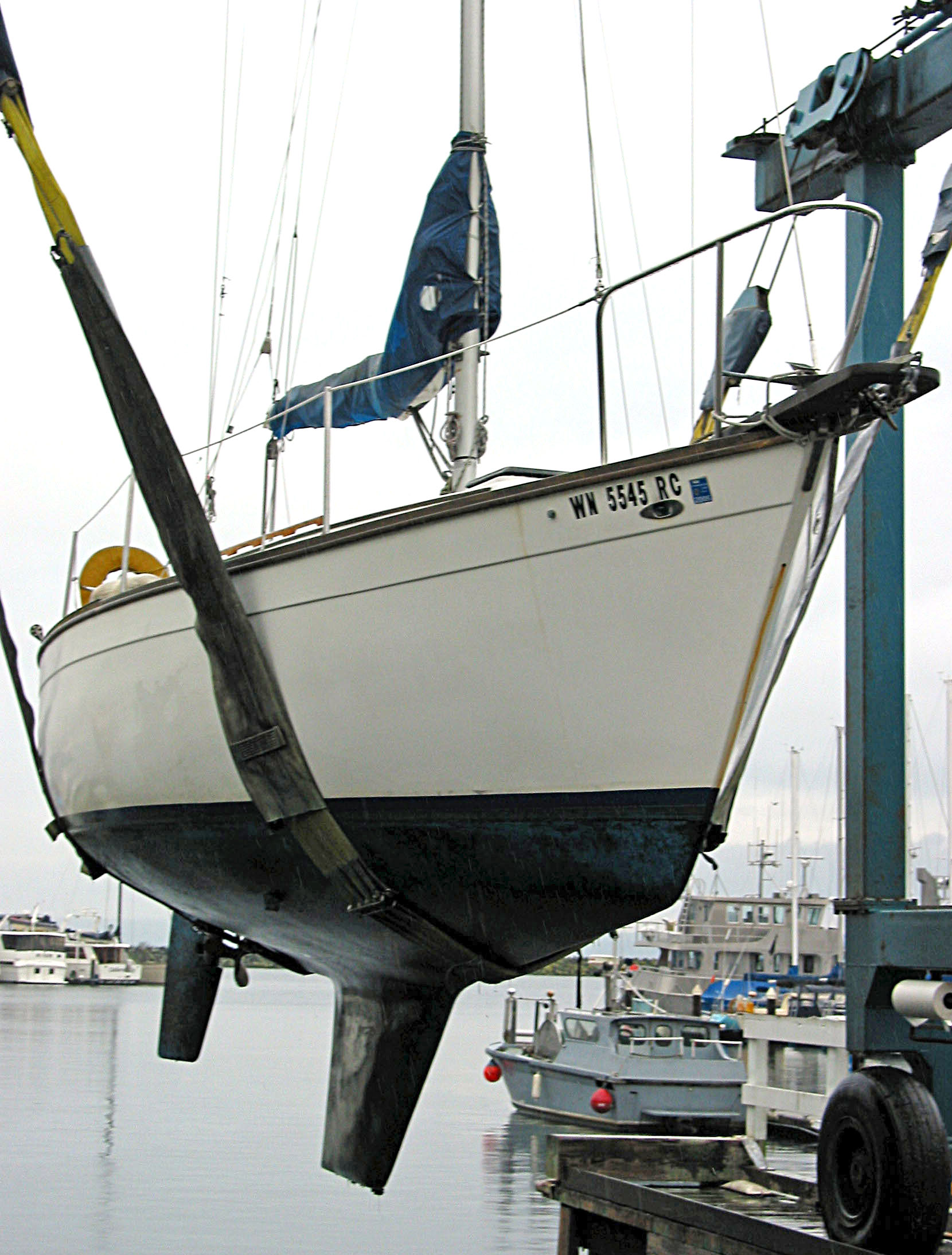
セーリング・クルーザーのキールの例。このキールが水をしっかりととらえて抗力を発生させることで、セイルで発生した力と合成された力が推力となる。ここまで水中に向かってナイフのようにつきささる細長いキールでなくても、大航海時代の帆船のような、（水底に対しては短く）船首から船尾方向へと伸びる長いキールでも、横方向から見て総面積が十分にあれば、十分に抗力が発生する。

船の底のキール（竜骨）が水中深くに入り込んでいて、しっかりと水をとらえて抗力を発生させることで、セイルが作り出す力のベクトルと抗力のベクトルが合成されて、はじめてセーリングは可能になる、つまり様々な方向へ進むことが可能になる。キールの抗力が無いと（たとえば、船底がまっ平らで滑らかだと）おおむね船はただ単純に風下へ流されてゆくだけになってしまう。 
方向変換（ラフィングとベアリング・アウェイについて）
セーリング中に風上方向に艇首（bow）を向けることをラフィング（luffing up）と言う。逆に風下方向に艇首（バウ）を向けることをベアリング・アウェイ（bearing away、略してベアー）と言う。
方向転換（タッキングとジャイビング）
セイルボートの方向転換は基本的にはラダーを左右どちらかに操作することで行う。ただし、それと同時に（方向転換後の途中で）風に対して進む角度に応じてセイルの向きも調整したり、大きく変更しなければならない。
風上に向かいながら方向転換してブームを入れ替えることをタッキングという。また風下に向かいながら方向転換してブームを入れ替えることをジャイビングという。

### タッキング

「タック」とは風を受けている「舷」（げん。つまり船の風を受けている横側）を指すが、ラフィングして、[船首]（バウ）を 風上に向け、風軸を越えて方向転換し、風を受ける舷を反対側にすることでブームを入れ替えることを「タッキング」と言う。

### ジャイビング
ジャイビングとは風下に向けてセーリング中、ランニングを越えて方向転換して、ブーム（の船体中心に対する左右）を入れ替えること。風を受ける舷は反対側になる。弱風～中風下でジャイビングを行うことは可能である。ただし、タッキングと異なって、ジャイビングには多かれ少なかれ危険が伴う。
教科書に書かれている注意点
ブームは左右が変化する時に、ある段階になると、風をはらんだセイルの力を受けて、猛烈な速度で動きがちであり（おまけに風には常に「ゆらぎ」があり、船から見ると風向や風速が絶えずユラユラ、コロコロと変化しているので、予想よりも早く突発的にブームが動くこともしばしばで）、不意をつかれた乗組員の頭部をブームが直撃して負傷させることがある、ということはセイリングの教科書でもしばしば、取扱説明書の「警告文」のように、（太字などで強調して）解説されている。（ジャイビングではブームの頭部直撃による乗組員の死亡事故が起きることもある、ということを警告している教科書もある。）　ジャイビングは、ラダーを切るだけでも（一応）ブームは左右反対に勝手に動きはするが、乗組員の頭を直撃したりしないように、「ジャイビングを行う時は、念のために必ず誰かがブームを手で持ちつつ（ささえつつ）移動させよ」と解説している解説書もある。
強風化のジャイビングの危険とその回避策
特に強風化でのジャイビングは非常に危険で、風によって猛烈な力がブームに対して働き、人の腕では抑えようとしても抑えきれないほどの大きな力になり、ブームを抑えようとした人が「吹き飛ばされて」しまったり、ブームが左右入れ替わり反対側でシート（＝ロープ）の長さの限界点に到達し「バンっ」と急停止する瞬間に、物理的に非常に大きな力がマストとブームの接合（ジョイント）部分に加わり、ジョイントの金具が破損してしまう事故が起きがちである、といったことも（そうなると大切なメインセイルがほぼ使えなくなり、おまけにこの破損は洋上では修理不能なレベルの深刻なものなので、航海は中断してやむなくジブセイルだけで最寄りの港などに退避せざるを得なくなることや、この事故を大洋（大海原）を航海中に起こしてしまうと命にもかかわる、などのことも）セイリングの教科書には書かれている。そうした事故が起きないように、強風下では、（一種の「遠回り」になりがちだが）あえてタッキングで方向転換するということも行われている。クルーザーでは、メインシートにテンションをかけたままジャイビングを完了させるコントロールジャイブが通常である。又クオーターからランニングを帆走中は、安全のためバウからブームにロープを張りブームを固定したりしている。

### CEとCLR。ヘルム。
なおセーリング時は、セールのCE（center of effort）と艇体のCLR（center of lateral resistance）の位置関係も考慮しなければならない。
CEがCLRより後ろにあれば、風上に向かおうとする性質（ウエザー・ヘルム weather hellm）が生じ、CEが前にあれば、風下に向かおうとする性質（リー・ヘルム lee helm）が生じてしまう。またオーバー・ヒール(over heel)によってもウエザー・ヘルムは生じる。
一般のセイリング時
CEとCLRがぴったり垂直関係（ぴったり上下）にあれば、風上に向かおうとする性質も風上に向かおうとする性質も持たず、理論上は「理想的」ではあるが、実際のセーリングの時にCEとCLRがぴったりと上下になることはまず無い。つまり、ラダーを正確に真っすぐに保つと、針路がわずかづつ風上へとズレていったり、風下へとズレていったりする。よって通常、セーリングをしている最中は、ヘルムという性質を打ち消すようにわずかにラダー（舵）を切る（当て舵）。ラダーを当てた分は、抗力（drag 抵抗）となる。その程度はラダーを切る角度による。わずかな角度であれば抗力はほとんど無い。大きな角度では抗力が大きくなる。
（通常、セーリングをしている時のほとんどの時間、ほとんどのセイラーは、ヘルムを打ち消すために、多かれ少なかれ、いくらか「舵を当てた」状態にしている。通常の実用のセーリングの時（たとえば、欧米のセイラーが家族・友人とセイリングをレジャーとして楽しんでいる時や、たとえばアフリカやアラブの三角帆の漁船が近くの漁場に向かう時など）はこうしたセイリングのしかたで十分である。通常、CEとCLの微妙な位置のズレは常にある。几帳面に調整するとなると「セイルの面積をいじってCEを調整→ラダーのところに戻る→ラダーの当て具合の確認→ズレが少し残っていることに気付く→またセイルのところへ移動し、前後のバランスをいじる→...」といった作業を行ったり繰り返したりせざるを得なくなり、セイル面積をあれこれ修正している最中は、（「安全航行」をする上で重要な）自船の周囲の海面・海域をしっかりウォッチすることがおろそかになり、他の船舶との衝突などの事故が起きがちであるし、通常の航行では「安全航行」が一番大切なので、（CEとCLRの微妙なズレの問題は、相対的に優先順序が低いので）舵を当てることで解決し、航行を続行する。
ただし、これも程度（量）の問題ではあるので、もしもCEとCLRの間に極端なズレがありあまりにヘルムが極端に大きすぎて、「ラダーの抵抗が原因で、極端に効率が落ちすぎていて（実用上も）困る。」などと判断される場合は、ジブセイルかメインセイルのどちらかの面積を変更して（つまり、前後のセイルの面積バランスを調整して）CEの前後位置を修正する。
競技セイリング時
競技セイリングの時は、話が異なり、ものごとの優先順序が変わり、「安全運航」よりもしばしば「（危険を冒しても、事故のリスクを負ってでも）少しでも上位でゴールする」の優先順位が上がりがちなので、ヒール角度、操船技術、チューニング等を駆使して「ノー・ヘルムを目指す」ことになる。ヘルムの微調整は競技セイラーにとっては「腕のみせどころ」のひとつである。（ただし、競技参加者はしばしば「自分が上位になること」で頭が一杯になってしまうが、本当は競技の最中でも人命が最重要であり、たとえ調整するとしても「安全航行」の妨げにならない程度にしたほうがよい。（たとえ競技でも）水上、海上は常に危険がある。競技セイリング中に艇と艇が衝突して、その衝撃で乗組員が気絶し落水、水死する事故が起きたこともある。）

### メインセイル表面の風の流れと、メインセイルの「引き込み」の調整法
風のエネルギーを効率よく推進力に変えるには、セールの表面で空気をなめらかに流してやる必要がある。
これを俗に「セールに風を流す」と言い、上手くセールに風を流すと、より大きな揚力を得ることができる。
セイル表面の風の流れの観察法
セール・ラフ部には「テルテール (Telltale)（「語りべ」という意味）」という、数cm程度の毛糸とシールが一体化したものなど、を多数張り付けておいて、それのセール風下側での動き（風に流されて水平になる様子や、垂れ下がってしまっている様子、揺らぎ方、揃い方など）を見て、セイルの表面をどのように風が流れているか判断することができる。
流れの各状態・各症状とそれに対する調整法
艇長（skipper）やメインセールを操作するクルー（crew）は、メインシート（＝メインセイルを調整するためのロープ）をコントロールすることによって、風がセール面を綺麗に流れるようにする。風下側テルテールの乱れはメインシートの「引込みすぎ」を意味し、セールが失速しているので、メインシートを緩めるか、艇をラフィング（luffing）すべきことを示す。またセール・ラフ部が「シバー（shiver、身震い）」する（「バタバタ」と「はためく」）場合は、メインシートが緩みすぎであることを意味するので、その場合は、メインシートを引き込むか、艇をベアリング（bearing away）すればよい。

### 風上へ進む方法

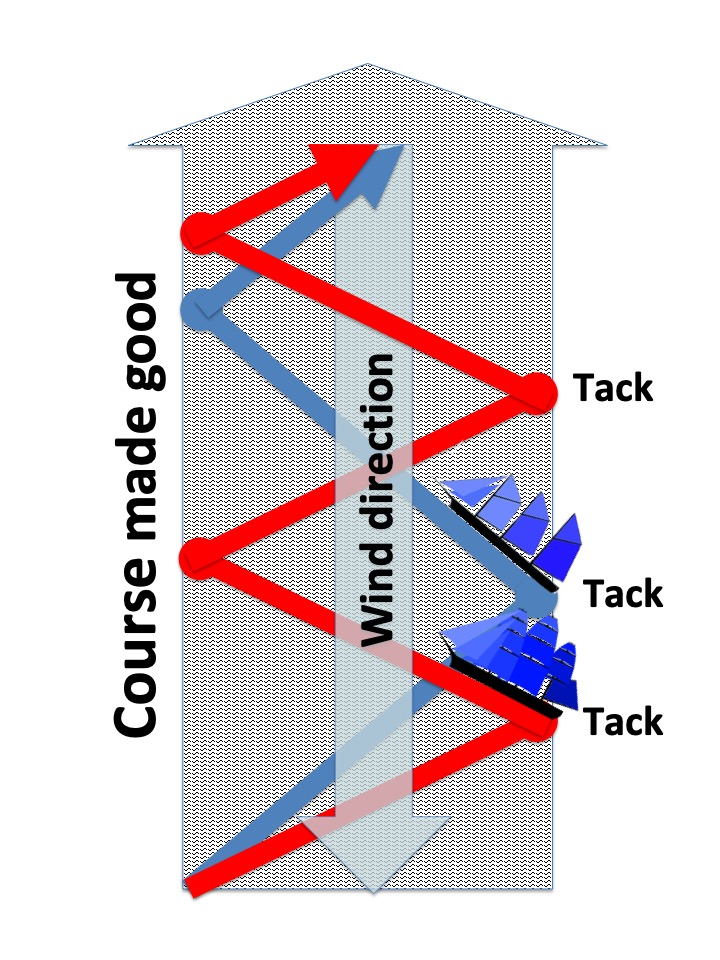

タッキングを繰り返すことで、風上の位置に達することができる。その為には、よい上り角度とよいスピードというベクトル（vector）を目指さなければならない。また、船が風上に向かって右（左）に走っているときに風が右（左）側に振れた場合は、タッキングすることでより良い角度で上ることができる。レースでは上マークに向かう際に多用することになる。

### 風下へ進む方法
風下に進むことはランニング（英: running）と言う。
特に真の風下（真下方向）へ進む場合が、やや特殊なセイル操作となる。
通常のセイルだけで行う方法と、エキストラセイル（追加、補助的セイル）のスピンネーカーを使う方法がある。
通常のセイルだけで行う方法
1本マストのディンギーやセーリングクルーザーでランニングを行うひとつの方法は、メインセイルを艇の中心線と直交する方向に開いて（艇の進行方向に対して真横に開いて）、追い風を受けることである。
この際、ジブセイルはメインセイルと反対側に開くと、より多くの風をとらえることができる。メインセイルを右側に開いたらジブセイルを左側に、反対にメインセイルを左側に開いたらジブセイルを右側にするというやり方であり、このやり方は日本では仏具の扉に喩えて「観音開き」などと呼ばれることがある。
（ジブセイルを使っていない状態の場合）メインセイルだけでランニングを行うこともできる。逆に（嵐ぎみの時など）強風下では、メインセイルを収納して、面積の小さいジブセイルだけを、いわば凧のように使いランニングが行われることもある。
このランニングは艇体が左右に揺れるローリングが発生しがちで、舵さばきが難しくなる。風に後ろから押される力しか使っておらず、揚力は利用していないので、スピードはあまり出ない。
スピンネーカーを使う方法

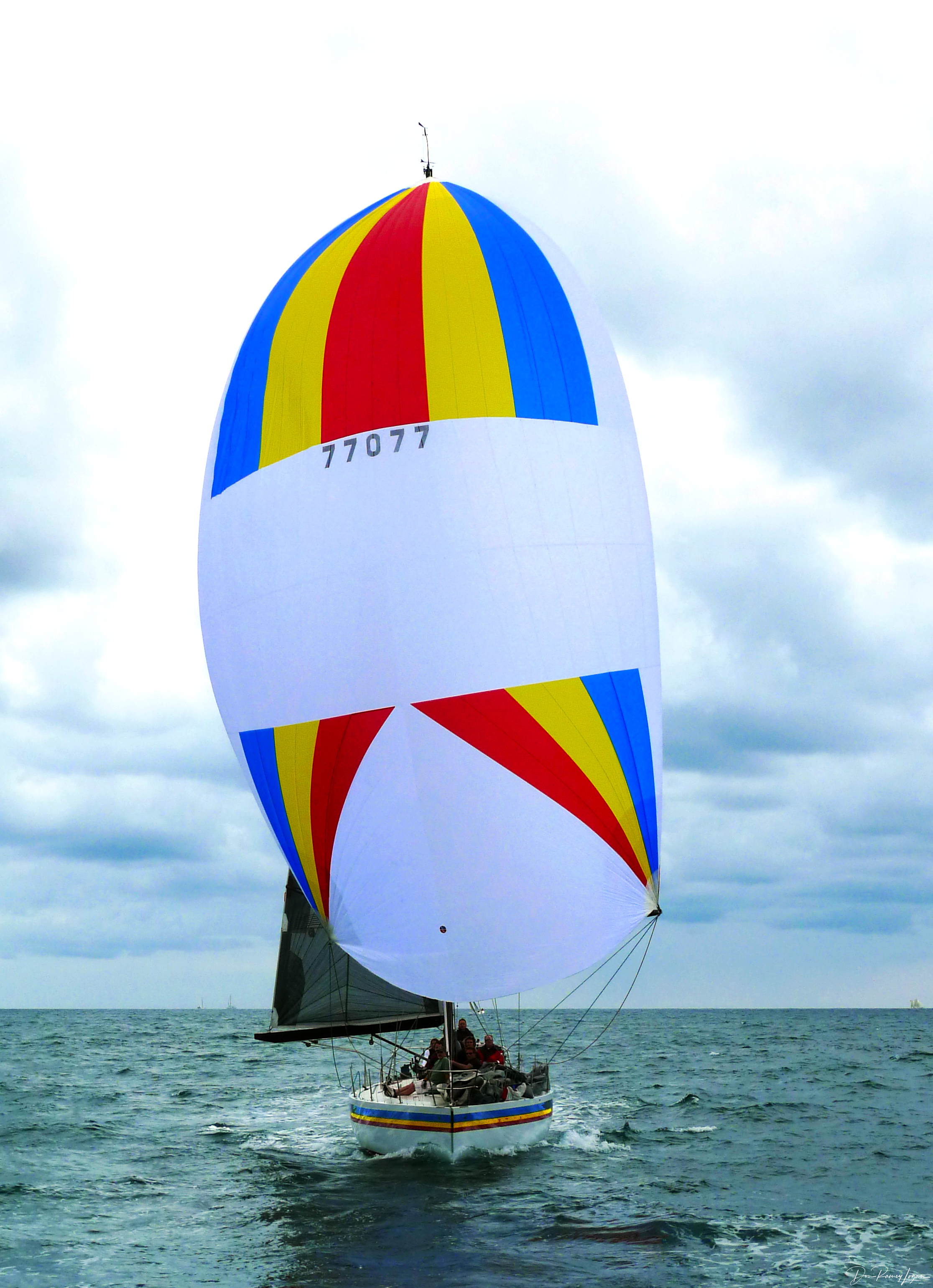
スピンネーカーを使ったランニング

メインセイルを使っている状態で、スピンネーカーを使う方法がある。メインセイルよりもさらに大きなスピンネーカーを足すことでより多くの風をとらえる分、いくらか艇速が増す。  スピンネーカーを使用する場合は、ジブセイルは邪魔になるので収納する。

## 競技
セーリングをヨットと同義とする記述が一般的であったが、国際セーリング競技規則の名称に"セーリング"との呼称が採用されたことを契機として、セーリングとの呼称が定着しつつある。ヨットという呼称は、セーリングに用いる艇種の一形態として用いる傾向が顕著である(2006年現在)。
オリンピックの競技種目としてのセーリング競技以外にも、アメリカスカップに代表されるように、多様なセーリング種目及び艇種が存する。競技に適する地理的条件及び気象的条件がオリンピックの開催地及び時期に適合させることに困難を伴う競技形態もあることを要因とするものとされる。このように個別の競技種目としては、4年毎の開催が不安定要因となり、選手を養成する基盤にも影響している。競技支援の公平性の観点から、非オリンピック種目について厚い選手強化の基盤整備の必要性が指摘されている。

### オリンピック
1896年のアテネオリンピックで実施される予定であったが、天候不良により中止となった経緯がある。1900年のパリオリンピックから実施された。1904年のセントルイスオリンピックでは実施されなかったが、以降の大会では実施されている。

### アメリカスカップ
現在のヨット界で世界的に最も有名なレースは、このアメリカスカップである。
アメリカスカップは、1844年に設立されたニューヨーク・ヨット・クラブが建造したアメリカ号が、1851年に開催されたロンドン万国博覧会の記念行事として行われたワイト島一周レースにおいて、並み居るイギリス艇に圧倒的な差をつけ大勝し、観戦していたヴィクトリア王女はニューヨーク・ヨット・クラブにカップを与えたことから始まった。
アメリカがこのカップを得てから132年の間、アメリカ以外の国にカップが渡ったことは無かったが、1983年にオーストラリア、1995年にニュージーランドへとカップが渡った。2003年大会ではスイスが優勝し、152年の大会史において初めてヨーロッパ、そして海の無い国へとカップが渡った。
日本は、1992年にニッポンチャレンジとして正式に参加を果たし、以後2000年までの3大会に出場したが、資金難などにより2003年のアメリカスカップには参加していない。最高位は準決勝進出。2017年にはソフトバンクが「ソフトバンク・チーム・ジャパン」として挑戦した。
参加するチームは、最初にルイ・ヴィトンカップと呼ばれる予選を総当りで戦い、勝った1チームだけが、カップを保有するクラブチームと戦うアメリカスカップに進むことができる。

### 競技の艇種による分類
- RS:X（アールエス エックス） 2008年の北京オリンピックから「セーリング」種目の中のウィンドサーフィン部門の種目として採用された。(ウィンドサーフィンに用いられる技術のごく一部は、セーリングと共通ではあるが、異なる部分が多い（たとえばウィンドサーフィンは、マストがユニバーサルジョイントによって360度自由自在に曲がり、その結果、力学的原理も、通常のセーリングボートとは、かなり異なる状況が頻発する）ため、一般的にはウィンドサーフィンはセーリング競技の中で競われず、セーリング競技のひとつと位置付けられるのではなく、ウィンドサーフィンの愛好者だけが集まる「ウィンドサーフィン大会」として競われている。ウィンドサーフィンは競技によっては、波の上でジャンプして空中回転してみるなど、ただのセーリングよりもはるかに高度な（超人的な）技を駆使するので、別世界なのである。)

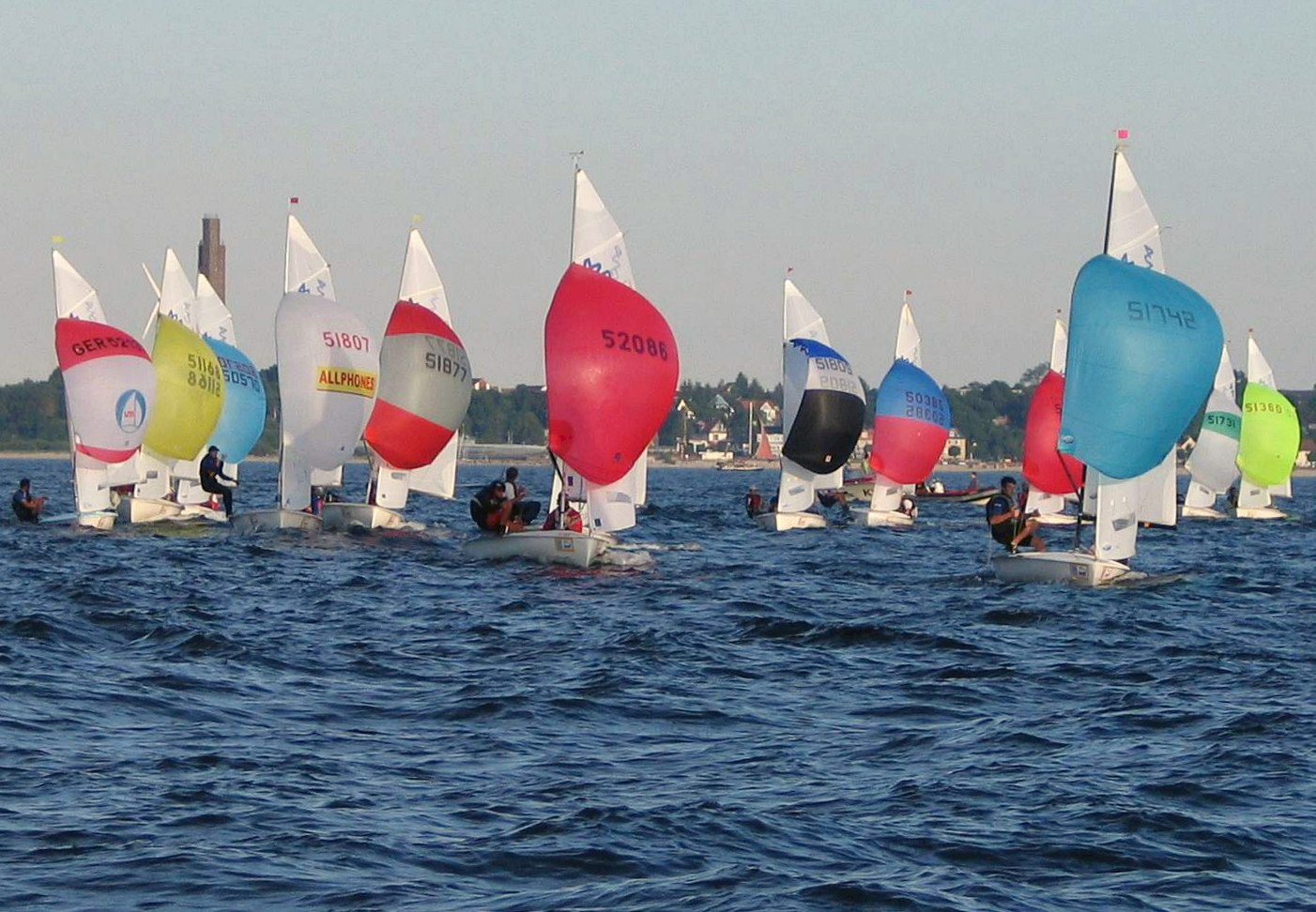
420クラスのレース風景

- オプティミスト・ディンギー・クラス
- シーホッパー・クラス
- シーホース・クラス
- スター・クラス
- スナイプ・クラス
- ソリング・クラス
- テーザー・クラス
- トーネード・クラス
- トッパー・クラス
- ドラゴン・クラス
- ナクラ・クラス
- ファイアーボール・クラス
- ミラー・クラス
- モス・クラス
- ヨーロッパ・クラス
- レーザー・クラス
- 49er級
- 420級
- 470級

- 505・クラス
- FJ・クラス
- J24・クラス
- K16・クラス
- SS・クラス

## 陸上でのセーリング

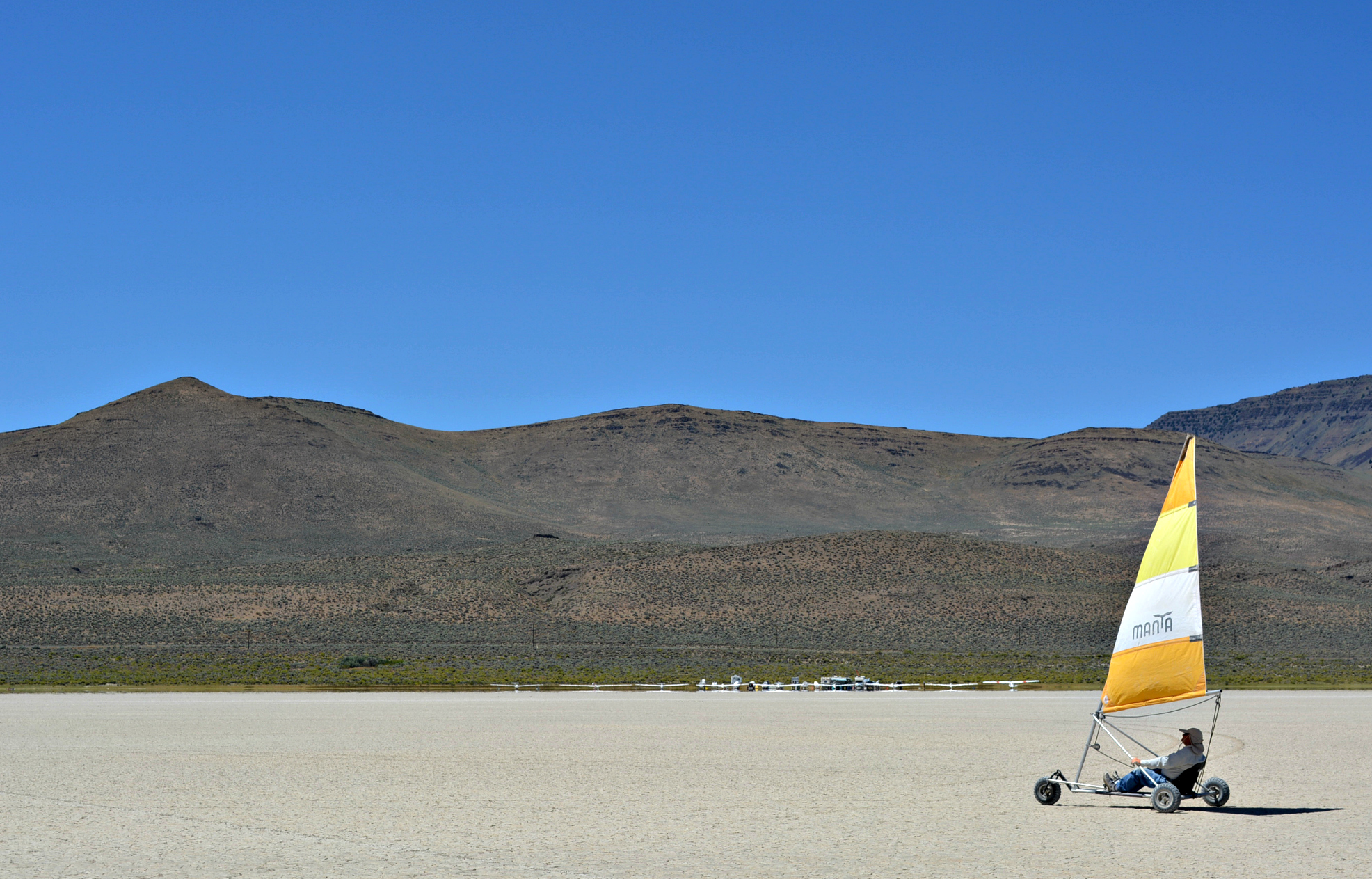
陸上でのセーリング
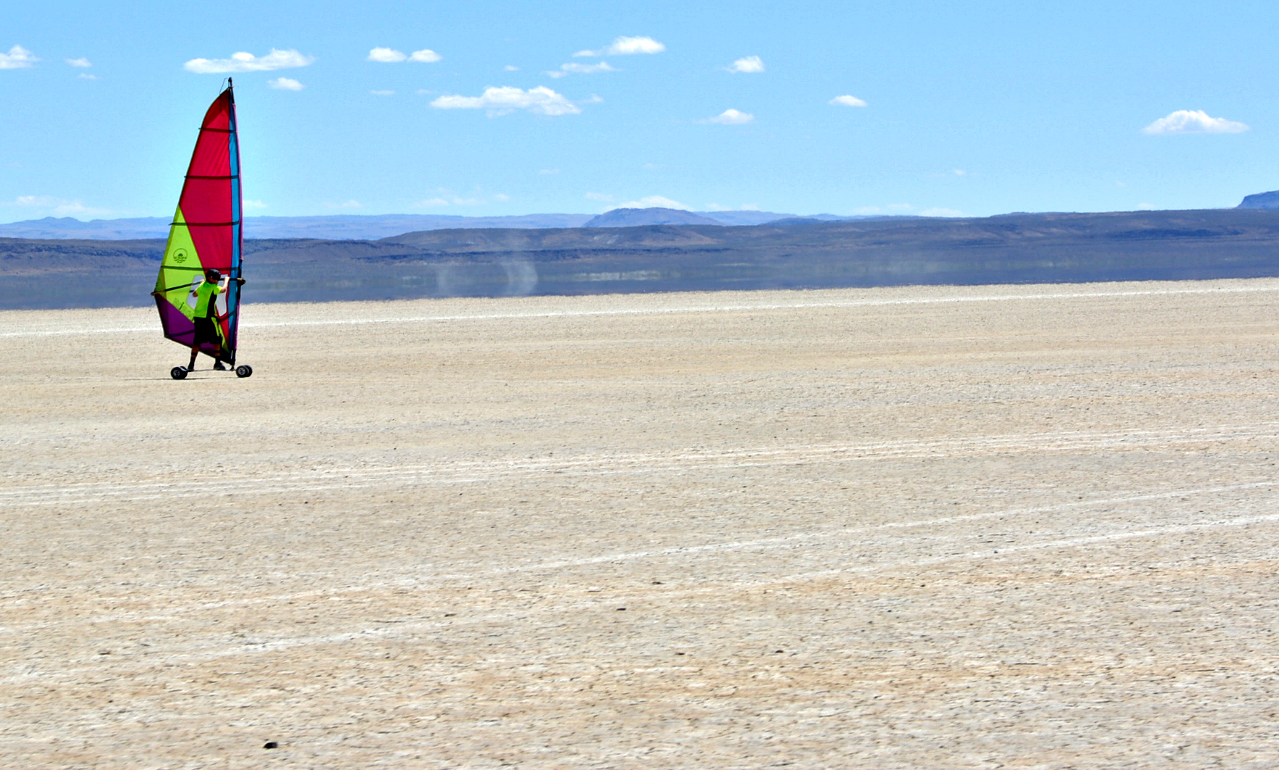
ウィンドサーフィンに近いタイプ